# 马赫迪·阿拉比
马赫迪·阿拉比（英文：Mahdi al-Arabi，又可以音译为Al-Mahdi al-Arabi或Mahdi al-Arabya，中文译作奥-马赫迪·阿拉比、马赫迪-阿拉比亚）是利比亚的一名旅长，效忠于利比亚领导人穆阿迈尔·卡扎菲。他是利比亚军队的副总参谋长。2011年利比亚内战期间，他负责镇压示威者和反叛者，主要活动在利比亚的扎维耶，現在已被反叛軍擄獲。